# Parcul din Mlinchi
Parcul din Mlinchi (în ucraineană Млинкиський парк) este un parc și monument al naturii de tip peisagistic de importanță locală din raionul Hotin, regiunea Cernăuți (Ucraina), situat în satul Mlinchi. Este administrat de silvicultura „Clișcăuți”.
Suprafața ariei protejate constituie 13,8 hectare, fiind creată în anul 1993 prin decizia comitetului executiv regional. Statutul a fost acordat pentru protejarea parcului dendrologic, fondat în 1975. Pe teritoriul acestuia cresc 102 specii de copaci și arbuști, inclusiv exotice.  